# سباستيان فيلا كانو
سباستيان فيلا كانو (بالإسبانية: Sebastián Villa)‏ (19 مايو 1996 في كولومبيا - ) هو رياضي ولاعب كرة قدم كولومبي في مركز مهاجم ‏. لعب مع بوكا جونيورز.

## وصلات خارجية
- سباستيان فيلا كانو على موقع قاعدة بيانات كرة القدم.إي يو (الإنجليزية)
- سباستيان فيلا كانو على موقع ناشيونال فوتبول تيمز (الإنجليزية)
- سباستيان فيلا كانو على موقع Soccerway.com (الإنجليزية)
- سباستيان فيلا كانو على موقع AS.com (الإسبانية)